# Цзін Жуйсюе
Цзін Жуйсюе  (кит.: 景 瑞雪, 4 липня 1988) — китайська борчиня, дворазова чемпіонка, срібна та бронзова призерка чемпіонатів світу, чемпіонка та бронзова призерка чемпіонатів Азії, дворазова володарка, срібна та дворазова бронзова призерка Кубків світу, срібна олімпійська медалістка.

## Життєпис
Боротьбою почала займатися з 2001 року.
Виступала за борцівський клуб провінції Шаньсі. Тренер — Сю Куйюань (з 2001).

## Виступи на Олімпіадах
| Змагання                    | Збірна | Вагова категорія          | Місце  |
| --------------------------- | ------ | ------------------------- | ------ |
| Літні Олімпійські ігри 2012 | Китай  | жіноча боротьба, до 63 кг | Срібло |

### Виступи на Чемпіонатах світу
| Змагання                        | Збірна | Вагова категорія          | Місце  |
| ------------------------------- | ------ | ------------------------- | ------ |
| Чемпіонат світу з боротьби 2005 | КНР    | жіноча боротьба, до 63 кг | Срібло |
| Чемпіонат світу з боротьби 2006 | КНР    | жіноча боротьба, до 67 кг | Золото |
| Чемпіонат світу з боротьби 2007 | КНР    | жіноча боротьба, до 67 кг | Золото |
| Чемпіонат світу з боротьби 2011 | КНР    | жіноча боротьба, до 63 кг | Бронза |

### Виступи на Чемпіонатах Азії
| Змагання                       | Збірна | Вагова категорія          | Місце  |
| ------------------------------ | ------ | ------------------------- | ------ |
| Чемпіонат Азії з боротьби 2005 | КНР    | жіноча боротьба, до 67 кг | Золото |
| Чемпіонат Азії з боротьби 2013 | КНР    | жіноча боротьба, до 67 кг | Бронза |

### Виступи на Кубках світу
| Змагання                    | Збірна | Вагова категорія          | Місце  |
| --------------------------- | ------ | ------------------------- | ------ |
| Кубок світу з боротьби 2004 | КНР    | жіноча боротьба, до 67 кг | Бронза |
| Кубок світу з боротьби 2006 | КНР    | жіноча боротьба, до 67 кг | Золото |
| Кубок світу з боротьби 2007 | КНР    | жіноча боротьба, до 63 кг | Золото |
| Кубок світу з боротьби 2011 | КНР    | жіноча боротьба, до 63 кг | Бронза |
| Кубок світу з боротьби 2012 | КНР    | жіноча боротьба, до 63 кг | Срібло |

### Виступи на інших змаганнях
| Змагання                           | Збірна | Вагова категорія          | Місце  |
| ---------------------------------- | ------ | ------------------------- | ------ |
| Тестовий турнір FILA 2004          | КНР    | жіноча боротьба, до 67 кг | Срібло |
| Гран-прі Німеччини з боротьби 2007 | КНР    | жіноча боротьба, до 63 кг | Золото |
| Austrian Ladies Open 2007          | КНР    | жіноча боротьба, до 63 кг | Золото |
| Гран-прі Туркуена з боротьби 2011  | КНР    | жіноча боротьба, до 63 кг | Золото |